# Holtak Világa – A jóslat
A Holtak Világa – A jóslat egy 2010-ben megjelent horror-kaland regény. Az Ad Librum kiadó adta ki, szerzői Kuba Richárd és Lengyel Dávid. A könyv a Holtak Világa trilógia első kötete.
Magyarországon az első olyan élőholtakról szóló mű, amit magyar szerző által készült el, ennek megfelelően a regény cselekménye is hazai településeken és színtereken játszódik.

## Történet
A történet Nostradamus egyik jóslatán alapszik, miszerint a holtak a második évezred után feltámadnak és a földre pusztulást hoznak. A cselekmény két szálon fut. A múltbéli események központjában egy, a húszas évei elején járó fiú áll, Kozma András. A jelen időben folyó eseményeket Andrássy Bálint tizedes katonatiszt szemszögéből lehet látni. A tizedes egy mentőcsapattal együtt érkezik ki a Kiskőrös mellett elhelyezkedő egykori katonai laktanyához.
A számos zombin és holttesteken kívül csupán egy maroknyi túlélőt találnak, valamint Andrássy tizedes megleli Kozma András naplóját. A naplót olvasva betekintést nyer a kamasz fiatalember megpróbáltatásaiba. Többek között arra is választ kap, hogyan jutottak el az élőholtak Magyarországra, miként lett megszervezve a laktanya óvóhellyé, és milyen szörnyűséges események övezik a helyet.
A regény többségében Kiskőrösön és a mellette található laktanyán játszódik, de főbb helyszíneknek számít még Szeged, Budapest és Kiskunhalas is.

## Főbb karakterek
- Kozma András – Egyetemista, a napló írója
- Schneider Tamás Krisztián, becenevén Kristály – A főhős legjobb barátja
- Metzger Andrea
- Madocsai Szabolcs
- Andrássy Bálint tizedes - A napló megtalálója
- Veszprémi Gábor őrvezető
- Horváth Elemér őrmester

## A zombik
A zombikat a regénybeli Jakab Ágoston honvéd lelketleneknek kezdi el nevezni, üres tekintetük és agressziójuk miatt, mivel lelkük már nincs, ezért lelketlenek. A műben a zombik a hagyományos alapokhoz illően emberi hússal táplálkoznak és minden olyan lényre rátámadnak, ami nem tartozik közéjük. A velük közvetlen kapcsolatba kerülő ember maga is zombivá válik hozzávetőlegesen 12 óra leforgása alatt. A zombik ugyanakkor képesek a gyors helyzetváltoztatásra, futásra. Az újkori felfogás szerint lehetséges kialakulásuk egy biológiai fegyvernek, egy vírusnak köszönhető. A vírus csak embereket fertőz meg, de nem alakítja át más szörnyetegekké és nem ruházza fel a megfertőződött embereket semmilyen különleges képességgel.
A fertőzötteknél nagyon lassú természetes biológiai bomlási folyamat figyelhető meg, ami sokkal lassabb az általános emberi test bomlásához képest. A zombik első észlelése az USA-beli St. Petersburgban történik, innét indul ki az egész fertőzés hullám. A vírus viszonylag gyorsan elterjed világszerte, a történet központjában azonban a magyarországi elterjedés van.

## Az univerzum tervezett kötetei
A trilógia első kötetét a Holtak Világa – A jóslatot még további két másik is követné Küzdelem és Menedék alcímmel. A folytatások már készülnek.

Jelenleg egy kiegészítő kötet jelent meg a trilógiához, mely a Kozma András naplója címet viseli, és az első kötetből megismert főhős teljes egészében kiadott naplója. Továbbá az univerzumot két független novelláskötet is gyarapítaná, amik a Holtak Világát színesítenék új helyszínekkel és sorsokkal.

## Külső hivatkozások
- www.holtakvilaga.hu Archiválva 2011. április 12-i dátummal a Wayback Machine-ben – A Holtak Világa trilógia hivatalos oldala
- www.adlibrum.hu – Az Ad Librum kiadó hivatalos oldala
- www.ekultura.hu – Az Ekultúra.hu kritikája
- Magyar földből magyar zombi – Az SFmag.hu kritikája
- Az első magyar zombikönyv – Az Irodalmi Jelen videóriportja